# Tratado de Puno
O Tratado de Puno, assinado na cidade homônima em 7 de junho de 1842, foi um acordo de paz entre as repúblicas sul-americanas da Bolívia e do Peru, tendo Ventura Lavalle do Chile como observador. O tratado não resolveu o conflito fronteiriço entre os dois países.

## Histórico
Na sequência da retirada das tropas bolivianas do sul do Peru, seria assinado o Tratado de Puno de 7 de junho de 1842, onde a Bolívia perdeu definitivamente suas reivindicações sobre estes territórios, situação que foi posteriormente confirmada no Tratado de Paz e Comércio de 1847.
O Tratado de Puno reafirmou a soberania de ambos os países como Estados-nações separados e pôs fim às tentativas de criação de uma entidade única após a dissolução da Confederação Peru-Boliviana, o documento conseguiu encerrar a Guerra Peruano-Boliviana de 1841.
O reconhecimento oficial do tratado por ambos não significou o restabelecimento das relações diplomáticas comerciais devido ao conflito fronteiriço ainda aberto entre os dois países.

## Legado
Ainda que no documento Bolívia e Peru tenham concordado em não abordar o assunto de uma união nacional andina, em 1880 os presidentes Nicolás de Piérola e Narciso Campero iniciaram o projeto de união nacional dos Estados Unidos Peru-Bolivianos, embora tal projeto não tenha se concretizado, o ressurgimento do nacionalismo anti-chileno como consequência da devastação da Guerra do Pacífico normalizou mais uma vez os discursos de unificação.